# Ивонинская (Вожегодский район)
Ивонинская — деревня в Вожегодском районе Вологодской области на реке Неньга.
Входит в состав Мишутинского сельского поселения, с точки зрения административно-территориального деления — в Мишутинский сельсовет.
Расстояние по автодороге до районного центра Вожеги — 68 км, до центра муниципального образования Мишутинской — 2 км. Ближайшие населённые пункты — Чеченинская, Мишутинская, Матвеевская, Патракеевская.
По переписи 2002 года население — 3 человека.